# Lake Ellsworth (Antarktika)
Der Lake Ellsworth oder Ellsworth-See ist einer von zur Zeit seiner Entdeckung mehr als 100 bekannten subglazialen Seen in Westantarktika, der westlichen Hemisphäre der Antarktis in der Nähe des Ellsworthgebirges. Er liegt in einer Senke unter einer etwa 3400 m dicken Eisschicht. Die Literaturangaben über seine Größe schwanken; in einer Messung aus dem Jahr 2010 werden 14,7 km Länge, 3,1 km Breite und eine Tiefe zwischen 52 und 156 Metern angegeben. Das entspricht einer Fläche von 28,9 km² und einem Wasservolumen von 1,37 km³. 
Der See ist nach dem US-amerikanischen Polarforscher Lincoln Ellsworth benannt.
Das Alter des Sees ist nicht bekannt, es wird aber angenommen, dass er mindestens einige 100.000 Jahre durch den Einschluss im Eis isoliert war. Daher sollen ihm Wasser- und Sedimentproben entnommen werden. Von der Untersuchung der Proben erwarten sich die Forscher Erkenntnisse über die Entwicklung des Lebens und über das Leben unter extremen Bedingungen. Die von einer britischen Expedition im Dezember 2012 begonnene Bohrung musste wegen technischer Probleme in 300 m Tiefe abgebrochen werden.